# Minette Kruger
Minette Kruger (ur. 26 maja 2006) – południowoafrykańska zapaśniczka walcząca w stylu wolnym. Zajęła piąte miejsce na igrzyskach afrykańskich w 2023. Brązowa medalistka mistrzostw Afryki w 2024. Wicemistrzyni Afryki kadetów w 2022 roku.